# Quercus mespilifolia
Quercus mespilifolia Wall. ex A.DC. – gatunek roślin z rodziny bukowatych (Fagaceae Dumort.). Występuje naturalnie w Mjanmie, Tajlandii oraz Laosie. 

## Morfologia
PokrójCzęściowo zimozielone drzewo dorastające do 20 m wysokości.
LiścieBlaszka liściowa ma owalny, podługowato-eliptyczny lub lancetowaty kształt. Mierzy 10–20 cm długości oraz 5–7 cm szerokości, jest ząbkowana przy wierzchołku, ma ostrokątną nasadę i ostry wierzchołek. Ogonek liściowy jest owłosiony i ma 10–20 mm długości.
OwoceOrzechy zwane żołędziami o jajowatym kształcie, dorastają do 13–16 mm długości i 10–13 mm średnicy. Osadzone są pojedynczo w łuskowatych miseczkach mierzących 13–30 mm średnicy.